# Marcos Soares Pereira
Marcos Soares Pereira (Caminha, 1595 – Lisboa?, 7 de janeiro 1655) foi um compositor português e mestre da Capela Real. Era irmão do famoso compositor João Lourenço Rebelo.

## Biografia
Marcos Soares Pereira nasceu em Caminha muito provavelmente no final do século XVI, filho de João Soares Pereira e Maria Lourenço Rebelo. Pouco se conhece sobre os seus estudos musicais e quando ou onde foi ordenado sacerdote. Em 1624 foi admitido como cantor capelão no Paço Ducal de Vila Viçosa, a sede ancestral dos duques de Bragança, o mais importante título entre os nobres portugueses em meados do século XVII. Em 1629, Soares Pereira substituiu Roberto Tornar como mestre de capela.
Com a restauração da Independência e o fim da Dinastia Filipina no 1.º de dezembro de 1640, D. João, duque de Bragança tornou-se rei de Portugal e a sua capela, tornando-se real foi movida de Vila Viçosa para Lisboa. Em 1641 com o aposentamento de Filipe de Magalhães, Marcos Soares Pereira foi designado mestre da Capela Real, posição que ocupou até à sua morte em 1655.

## Obra
Nenhuma obra musical da sua autoria sobreviveu até à atualidade, provavelmente perdida aquando o sismo de Lisboa de 1755 com a destruição da Biblioteca Real de Música. Contudo, como o seu catálogo subsiste de forma parcial, são conhecidas algumas das obras que compôs, ao todo 58: 54 vilancicos, 4 salmos (Confitebor, Beatur vir, Laudate Pueri e Laudate Dominum).